# Petrorossia fulvula
Petrorossia fulvula är en tvåvingeart som först beskrevs av Christian Rudolph Wilhelm Wiedemann 1821.  Petrorossia fulvula ingår i släktet Petrorossia och familjen svävflugor. Inga underarter finns listade i Catalogue of Life.